# Olivier Patru
Compléments
- Membre de l'Académie française

Olivier Patru, né en 1604 à Paris et mort le 16 janvier 1681, est un avocat et écrivain français.

## Biographie
Cet avocat du parlement qui commence sa carrière au barreau en 1625 s'y fait remarquer par ses qualités littéraires au point d'être vu comme le grand réformateur de l'éloquence judiciaire de ce XVIIe siècle. Il est ensuite connu pour son appartenance à l'Académie française, dont il marqua l'histoire, bien qu'il ait laissé, avant d'y rentrer, de nombreuses traductions, des plaidoyers, et quelques écrits, comme un libelle contre la Roxane de Jean Desmarets de Saint-Sorlin, et des Eclaircissements sur l'histoire de L'Astrée.
Le 3 septembre 1640, à sa réception dans l'Académie française en remplacement de François de Porchères d'Arbaud au fauteuil 19 (et sous le protectorat de Richelieu, dont il fut le dernier à profiter), Patru prononça un discours de remerciements qui inaugura la tradition du discours, par lequel chaque nouvel académicien marque son entrée dans l'Académie. Pellisson dit à ce propos : À sa réception, M. Patru prononça un fort beau remerciement dont on demeura si satisfait, qu'on a obligé tous ceux qui ont été reçus depuis d'en faire autant.
Dans la ligne de Malherbe, Patru travailla activement à l'élaboration de règles de la langue et à l'encouragement systématique de la prose, notamment à travers la traduction d'orateurs et d'historiens célèbres, dont les Huit Oraisons de Cicéron, qu'il rassembla avec la collaboration de Perrot d'Ablancourt et de Louis Giry, sont un bon exemple.
De plus, il participa activement à l'élaboration du Dictionnaire de l'Académie, dont il voulait voir les jugements et les définitions appuyés sur des citations d'auteurs au talent reconnu. Finalement, les académiciens choisirent les exemples forgés. Déçu, il s'éloigna de l'Académie, dont il ne supportait plus, avec Mézeray, la vie d'étiquette, et collabora au Dictionnaire français de Pierre Richelet.
Ennemi de toute forme de luxe, Patru vécut dans le plus grand dépouillement. Ses livres, qui allaient être vendus pour payer certaines de ses dettes, furent rachetés par Boileau, qui lui en laissa la jouissance jusqu'à la fin de sa vie. Patru mourut dans la pauvreté le 16 janvier 1681.

## Citations à propos d'Olivier Patru
- On le regardait comme un oracle infaillible en matière de goût et de critique (Pierre-Joseph Thoulier d'Olivet)
- Il est renfermé dans les matières de jurisprudence ; mais, contre la coutume des avocats, il les traite très élégamment, très éloquemment et très judicieusement (Jean Chapelain)
- Olivier Patru contribua beaucoup à régler, à épurer le langage ; et quoiqu'il ne passât pas pour un avocat profond, on lui doit néanmoins l'ordre, la clarté, la bienséance, l'élégance du discours : mérites absolument inconnus avant lui au barreau (Voltaire).
- L'ami Patru appelait d'abord bobo l'ulcère qui lui vint sur la langue, mais peu à peu ce bobo devint un grand mal qui, avec les médecins, lui donna la mort. (Dictionnaire de Richelet - Ed. de 1719 - au mot "bobo")